# Modus ponendo ponens
El modus ponendo ponens (latín: «el modo que, al afirmar, afirma»1, también llamado modus ponens, eliminación de la implicación, regla de separación, afirmación del antecedente, generalmente abreviado MP) es una forma de argumento válido (razonamiento deductivo) y una de las reglas de inferencia en lógica proposicional. Se puede resumir como «si P implica Q; y si P es verdad; entonces Q también es verdad». La historia del modus ponendo ponens se remonta a la antigüedad.
El modus ponendo ponens puede establecerse formalmente como:
{\displaystyle {\begin{array}{cl}&P\to Q\\&P\\\hline \therefore &Q\\\end{array}}}
donde la regla es cuando «P → Q» y «P» aparezcan por sí mismos en una misma línea de una prueba lógica, Q puede ser escrito válidamente en una línea subsiguiente. Nótese que la premisa de P y la implicación se «disuelven», siendo su único rastro el símbolo Q que se mantiene para su uso posterior, por ejemplo, en una deducción más compleja.
Un ejemplo de modus ponendo ponens es:
Si está lloviendo, te espero dentro del teatro.
Está lloviendo.
Por lo tanto, te espero dentro del teatro.
Si bien el modus ponendo ponens es uno de los conceptos más utilizados en la lógica, no debe confundirse con una ley lógica. Más bien, es uno de los mecanismos aceptados para la construcción de pruebas deductivas que incluye la «regla de definición» y la «regla de sustitución». Modus ponendo ponens permite eliminar una sentencia condicional de una prueba lógica o argumento (los antecedentes) y por lo tanto no llevar estos antecedentes adelante en una cadena alargada y constante de símbolos. Por esta razón, el modus ponendo ponens a veces se denomina regla de la separación. Enderton, por ejemplo, observó que «el modus ponendo ponens puede producir fórmulas más cortas de las más largas», y Russell señaló que «el proceso de la inferencia no puede reducirse a los símbolos. Su único registro es la ocurrencia de ⊦ Q [el consecuente]...una inferencia modus ponendo ponens no es tanto el lanzamiento de una premisa verdadera, sino que es la disolución de una implicación».
El modus ponendo ponens está estrechamente relacionado con otra forma de argumento válida, el modus tollendo tollens. Ambos están relacionados con dos formas no válidas de argumento o falacias: afirmación del consecuente y negación del antecedente. Adicionalmente, el dilema constructivo es la versión disyuntiva del modus ponendo ponens. El silogismo hipotético está estrechamente relacionado con el modus ponendo ponens y a veces se lo considera como el «ponens modus doble».

## Notación formal
La regla del modus ponendo ponens puede escribirse en subsiguiente notación:
{\displaystyle P\to Q,\;P\;\;\vdash \;\;Q}
donde ⊢ es un símbolo metalógico que significa que Q es una consecuencia sintáctica de P → Q y P en algún sistema lógico;
o como la afirmación de una tautología verdad-funcional o teorema de la lógica proposicional:
{\displaystyle ((P\to Q)\land P)\to Q}
donde P, y Q son proposiciones expresadas en algún sistema formal.

## Explicación
La forma de argumento tiene dos premisas (hipótesis). La primera premisa es la «si-entonces» o  reclamación de condicional, a saber: que P implica Q. La segunda premisa es que P, el antecedente de la alegación condicional, es cierto. Aceptar las premisas implica necesariamente que Q, el consecuente o apódosis de la reclamación de condicional, también debe ser verdad. En inteligencia artificial, el modus ponens usualmente se lo denomina encadenamiento hacia adelante.
Un ejemplo de un argumento que se ajuste a la forma modus ponens:
Si hoy es martes, entonces Juan se irá a trabajar.
Hoy es martes.
Por lo tanto, Juan irá a trabajar.
Este argumento es válido, pero esto no nos dice nada sobre si las premisas requeridas por el argumento son verdaderas. Para que modus ponens sea un argumento sólido además de válido las premisas deberán ser verdaderas. Un argumento válido pero sin solidez podría ser o no falso. El argumento de ejemplo solo es sólido los martes y cuando en efecto, se sabe que Juan realmente va a trabajar los martes.
En cálculo secuencial de conclusión única, el modus ponens es la regla de corte. El teorema de eliminación del corte para un cálculo dice que cada prueba que implica Corte puede ser transformada (por lo general, por un método constructivo) en una prueba sin corte, y de ahí que el corte sea admisible.
La correspondencia de Curry-Howard entre pruebas y programas relaciona el modus ponens a la función aplicación: si f es una función del tipo P → Q y x es de tipo P, entonces f x es de tipo Q.

## Relación con el Modus Tollens
Cualquier regla Modus ponens puede probarse mediante una regla Modus Tollens y de transposición.
La prueba es el siguiente.
1. P → Q
2. P /∴ Q
3.~Q → ~P  1 Transposición
4.~~ P     2 Doble negación
5.~~ Q     3,4 Modus Tollens
6. Q       5 Doble negación

## Justificación mediante tabla de verdad
La validez del modus ponens en la lógica clásica de dos valores se puede demostrar claramente demostrada utilizando una tabla de verdad.
| p | q | p → q |
| - | - | ----- |
| V | V | V     |
| V | F | F     |
| F | V | V     |
| F | F | V     |

En los casos de modus ponens se asume como premisa que p → q es verdadera y p es verdadera. Solo una línea de la tabla de verdad —la primera— satisface estas dos condiciones (p y p → q). En esta línea, q también es verdad. Por lo tanto, cada vez que p → q sea verdadero y p es verdadero, q debe también ser verdadero.

### Vía tollendo ponens
| Paso | Proposición                    | Derivación                  |
| ---- | ------------------------------ | --------------------------- |
| 1    | {\displaystyle P\rightarrow Q} | Premisa                     |
| 2    | {\displaystyle P}              | Premisa                     |
| 3    | {\displaystyle \neg P\lor Q}   | Implicación material (1)    |
| 4    | {\displaystyle Q}              | Modus tollendo ponens (2,3) |